# Zach Young
Zachary « Zach » Young  est le nom d’un personnage fictif du feuilleton Desperate Housewives, interprété par Cody Kasch.
Zach est le fils  mentalement dérangé de Paul Young et Mary Alice Young. Amoureux de Julie Mayer, qui le repousse gentiment lors de la première saison, il parvient à la convaincre de l’héberger dans sa chambre, après sa fuite d’un centre de réhabilitation juvénile.

## En tant que Dana
Dans le dernier épisode de la première saison, on apprend que Zachary, né Dana Delfino à Bountiful dans l'Utah, est le fils de Deirdre Taylor et de Mike Delfino. Mike a quitté Deirdre enceinte de Dana à cause de son séjour en prison de 5 ans et demi (il a par ailleurs été confirmé par CNN et Marc Cherry que Mike n’était pas au courant que Deirdre était enceinte).  Deirdre ne voulait pas que son fils soit élevé par son père Noah, et elle a décidé de se rendre en Utah pour avoir son bébé. Elle lui donne naissance au centre de réhabilitation Dorothy Drake en juin 1989. Dana est affecté par l’héroïne absorbée par Deirdre pendant la grossesse. Il a effectivement un déséquilibre chimique dans son corps, ce qui le porte à être émotionnellement violent. Deirdre abandonne son fils pour pouvoir se procurer de la drogue, le vendant à Angela pour tout l’argent qu’elle possède dans sa maison. Mais Deidre s'en sort grâce à une cure et Angela sait pertinemment qu'elle voudra récupérer son bébé.
Un peu après, Angela et son mari déménagent à Fairview, et disparaissent de l'Utah, changent de nom et deviennent Paul Young et Mary Alice. Trois ans plus tard, Deidre (maintenant propre et sobre) retrouve le couple grâce à l'argent qu'elle emprunte à son père et essaie de reprendre Dana avec elle. Elle est découpée en morceaux par Paul et Mary Alice Young sous les propres yeux de Zach, et ils l’enterrent dans un coffre à jouets sous leur piscine. Elle y reste jusqu’à ce que Paul la déterre, juste après la mort de Mary Alice. Voir sa mère assassinée traumatise Dana et cause en partie ses dommages psychologiques.

## Saison 1
Sa mère adoptive, Mary Alice Young, s'est suicidée et Zach le vit très mal : il se dispute constamment avec son père et agit bizarrement. Paul Young l'envoie dans un hôpital psychiatrique alors que Susan demande à Julie de lui rendre visite pour savoir un peu plus pourquoi Mary Alice s'est suicidée. Julie et Zach commencent à correspondre par lettre puis elle l'héberge même pour que son père ne le retrouve pas. Ils échangèrent quelques baisers et sortirent ensemble pendant quelques épisodes mais cette relation prend fin à la fête d'anniversaire de Zach lorsqu'il lui dit qu'il pourrait ressortir le pistolet de sa mère pour tirer sur Andrew car il s'est moqué de lui. Julie le trouve alors un peu dérangé et l'abandonne pour consoler Danielle qui s'est fait quitter par John Rowland.

## Saison 2
Zach est recherché par Paul et Mike au début de la saison.
Des mois après l'arrestation de Paul Young pour le meurtre de Felicia Tilman, celui-ci supplie Zach de payer sa caution avec l’argent de Noah Taylor en faisant croire que c’est pour s’acheter une voiture. Noah ne croit pas à l’explication et informe Zach qu’il n’héritera pas de sa fortune à cause de son supposé manque de bravoure. Zach arrête finalement le respirateur artificiel de Noah et se trouve non seulement à la tête d’une immense fortune mais se rend également compte qu’il ne veut plus rien avoir à faire avec Paul Young.

## Saison 3
Zach est absent des dix premiers épisodes de la troisième saison, mais apparaît dans Not While I’m Around, en tant qu’admirateur secret de Gabrielle. Il lui envoie des fleurs, une robe luxueuse, puis un bracelet coûteux, et se révèle finalement à Gabrielle lors d’un rendez-vous. Zach essaie de l'impressionner avec des cadeaux luxueux et mentionne ses nouveaux avoirs, qui comprennent notamment un château en Suisse. Gabrielle se rend finalement compte qu'elle a de nombreux points communs avec Zach et une nouvelle amitié désintéressée financièrement se crée. Néanmoins, celle-ci est rompue par la suite : Zach lui fait croire qu'ils ont couché ensemble alors que Gabrielle avait trop bu, alors qu'il ne s'est rien passé. Gabrielle demande alors de l'aide à Carlos, qui le suit aux toilettes, et en voyant la taille de son pénis, réalise que Gabrielle s'en serait souvenu. Zach finit par la demander en mariage dans la pizzeria nouvellement ouverte des Scavo. Gabrielle refuse naturellement et finit par être convaincue de ne pas avoir couché avec Zach et après une dispute, s'en débarrasse.

## Saison 7
On le voit pour la première fois depuis la saison 3. À la fin de l'épisode 12, il est déguisé en livreur à l'aide d'une fausse barbe, d'une perruque et il livre des fleurs à Bree Van de Kamp en racontant que les fleurs viennent de son fiancé. Mais à la fin de l'épisode, Keith avoue à Bree qu'il ne lui a rien envoyé. Lors de la narration de fin, Zach rentre dans une chambre d’hôtel où il enlève son attirail. On le reconnait, mais on ne sait rien de ses intentions. On apprend que c'est lui qui a tiré sur Paul et qu'il se drogue. Lorsqu'il a déposé les fleurs chez Bree, il a profité de l'absence de cette dernière afin de cacher l'arme avec laquelle il a tiré sur Paul sous un des coussins du salon. Cette arme est celle qu'a utilisé Mary Alice Young pour se donner la mort et elle sera retrouvée par Beth, la seconde femme de Paul. Durant l'épisode 15, Paul et Mike décident d'envoyer Zach en cure de désintoxication, et c'est la dernière fois qu'il apparaît dans la série.